# Gare de Szentlélek tér
La gare de Szentlélek tér est une gare ferroviaire située dans le 3e arrondissement de Budapest en Hongrie. Elle est desservie par la ligne H5 du HÉV de Budapest.

## Histoire
À sa création en 1971, la gare s'appelait 'Árpád híd. Elle a été rebaptisée Szentlélek tér le 1er mai 2011 du nom de la place située à proximité.

## Service des voyageurs

### Intermodalité
La rive Buda du Pont Árpád est desservie par deux lignes de tramway : tramway de Budapest ligne 1. Elle est également desservie par des bus du réseau de bus BKV, lignes 29, 34, 106, 118, 134, 137, 218, 226 et 237,  ainsi que par ceux du réseau nocturne de bus BKV des lignes 901, 908 et 937.

## À proximité
Le vieux quartier d'Óbuda autour des places Szentlélek et Fő : on y trouve la mairie (Városház), le musée consacré au sculpteur Imre Varga, le lycée d'Óbuda ainsi que le palais Zichy avec le musée d'Óbuda. Ce-dernier retrace étape par étape l'histoire de cette ville devenue quartier de Budapest. La petite église Saint-Pierre-et-Paul (Szent Péter és Pál templom) ainsi que le musée de l'hôtellerie et du commerce.